# Microsoft Windows
Windows пренасочва насам.  За други значения вижте Windows (пояснение).
Microsoft Windows [ˈmaɪkɹoʊsɑːft ˈwɪndoʊz], често наричан просто Windows (на английски: Windows – „прозорци“), е семейство от операционни системи със затворен код, разработвано от софтуерната компания Microsoft.
Добила популярност заради универсалността си и множеството безплатни приложения, които прекият ѝ конкурент – Apple не предлага. Използва се за преносими компютри, персонални компютри, сървъри, таблети и мобилни телефони.
Microsoft за първи път представят операционна среда наречена Windows през ноември 1985 г. като надстройка на MS-DOS в отговор на растящия интерес към графичния потребителски интерфейс (GUI, graphical user interfaces) популяризиран от Macintosh. Windows 1.01 всъщност е и първият 16-битов софтуер за операционна система на Майкрософт, предназначен да предлага графичен интерфейс и позволяващ многозадачна работа

## Версии на Windows
Според вида на устройствата, за които са предназначени версиите на Windows (всъщност на операционните системи от Microsoft с общо име) са:
- Архивни версии за настолни и преносими (мобилни) компютри (без поддръжка и реална употреба в практиката)
  - MS-DOS базирани: Windows 1x-3x, Windows 9x (вер.4.x: 95/98/Me)
  - NT базирани: Windows NT 3.x, Windows NT 4
- Версии за сървъри, настолни и преносими PC (нови /без Microsoft support, но с употреба и поддръжка от „трети лица“/ и най-нови версии, с поддръжка от Microsoft)
  - NT 5.x базирани: Windows 2000, Windows XP/Server-2003/Home Server(2007)
  - NT 6.x базирани: Windows Vista, Windows 7, Windows 8/Windows 8.1, Windows 10 (Windows 10 e със заменен номер на версия от 6.4.9879 /през ноември 2014 г./ с нов номер 10.0.9926 /през януари 2015 г./), Windows 11.
- Версии за малки преносими (мобилни) устройства (PDA и смартфони)
  - Windows CE: 1, 2, 3, 4, 5, 6, 7, 8
  - Windows Mobile: Windows CE 5.x-базирана (последна версия Windows Mobile 6.5.3 – 2 февруари 2010 г.)
  - Windows Phone: версии 7.0, 7.5, 7.8, 8, 8.1 и Windows 10 Mobile
- Версии за ARM преносими (мобилни) устройства (таблети, PDA и смартфони)
  - Windows RT: ядро NT 6.2 (Windows 8 за мобилни устройства)

## Версии на Windows, в подгрупи

### За настолни и преносими компютри

#### MS-DOS базирани
- Windows 1.x
- Windows 2.x
- Windows 3.x (Windows 3.0, 3.11, 3.11; Windows for Workgroups)
- Windows 95 (ver.4.0x – 95, 95 OSR2.x)
- Windows 98 (ver.4.1x – 98, 98PE, 98SE)
- Windows Me (ver.4.90.3000 – Me)

#### NT базирани
- Windows NT 3.x (Windows NT 3/3.1, NT 3.5/3.51)
- Windows NT 4.0
- Windows XP
- Windows Vista
- Windows 7
- Windows 8
- Windows 10
- Windows 11

#### Server базирани
- Windows NT 3.1 Advanced Server
- Windows NT 3.5 Server
- Windows NT 4.0 Server
- Windows Server 2000
- Windows Server 2003
- Windows Server 2003 R2
- Windows Server 2008
- Windows Server 2008 R2
- Windows Home Server 2011
- Windows Server 2012
- Windows Server 2012 R2
- Windows Server 2016
- Windows Server 2019
- Windows Server 2022

### За мобилни устройства

#### За таблети и PDA
- Windows CE – ver. 1
- Windows CE – ver. 2
- Windows CE – ver. 3
- Windows CE – ver. 4
- Windows CE – ver. 5
- Windows CE – ver. 6

#### За PDA и телефони
- Windows Mobile
- Windows Phone 7 / Windows Phone 7.5 / Windows Phone 7.8
- Windows Phone 8 / Windows Phone 8.1
- Windows 10 Mobile

## История
В таблицата са систематизирани различните версии в хронологичен ред. Към ноември 2012 компанията предлага поддръжка само на версиите след 2007 г. с изключение на популярните Windows XP (поддържана за Service Pack 3) и Windows Server 2003 (поддържана за Service Pack 1, R2 и Service Pack 2).
| Дата на излизане на пазара | Име на продукта                        | Версия на продукта |
| -------------------------- | -------------------------------------- | ------------------ |
| 19 ноември 1985 г.         | Windows 1.01                           | 1.01               |
| ноември 1987 г.            | Windows 2.03                           | 2.03               |
| март 1989 г.               | Windows 2.11                           | 2.11               |
| май 1990 г.                | Windows 3.0                            | 3.0                |
| март 1992 г.               | Windows 3.1                            | 3.1                |
| октомври 1992 г.           | Windows For Workgroups 3.1             | 3.1                |
| юли 1993 г.                | Windows NT 3.1                         | 3.1                |
| декември 1993 г.           | Windows For Workgroups 3.11            | 3.11               |
| януари 1994 г.             | Windows 3.2 (излязла само на китайски) | 3.2                |
| септември 1994 г.          | Windows NT 3.5                         | 3.5                |
| май 1995 г.                | Windows NT 3.51                        | 3.51               |
| август 1995 г.             | Windows 95                             | 4.0.950            |
| юли 1996 г.                | Windows NT 4.0                         | 4.0                |
| юни 1998 г.                | Windows 98                             | 4 октомври 1998    |
| май 1999 г.                | Windows 98 SE                          | 4.10.2222          |
| 17 февруари 2000 г.        | Windows 2000                           | 5.0.3700.6690      |
| 14 септември 2000 г.       | Windows Me                             | 4.90.3000          |
| 25 октомври 2001 г.        | Windows XP                             | 5.1.2600           |
| март 2003 г.               | Windows XP 64-bit Edition 2003         | 5.2.3790           |
| април 2003 г.              | Windows Server 2003                    | 5.2.3790           |
| април 2005 г.              | Windows XP Professional x64 Edition    | 5.2.3790           |
| юли 2006 г.                | Windows Fundamentals for Legacy PCs    | 5.1.2600           |
| 30 януари 2007 г.          | Windows Vista                          | 6.0.6000           |
| юли 2007 г.                | Windows Home Server                    | 5.2.4500           |
| февруари 2008 г.           | Windows Server 2008                    | 6.0.6001           |
| 22 октомври 2009 г.        | Windows 7                              | 6.1.7600           |
| 22 август 2012 г.          | Windows Server 2012                    | 6.3.9600           |
| 26 октомври 2012 г.        | Windows 8                              | 6.2.9200           |
| октомври 2013 г.           | Windows 8.1                            | 6.3.9600           |
| 29 юли 2015 г.             | Windows 10                             | 10.240             |
| 5 октомври 2021 г.         | Windows 11                             | 11                 |